# Me So Horny
"Me So Horny" é uma canção da banda de rap 2 Live Crew em seu álbum As Nasty As They Wanna Be. Ele chegou a No. 1 sobre os EUA Billboard Hot Rap Tracks e nº 26 sobre os EUA Billboard Hot 100 em 1989, permanecendo no Hot 100 durante 30 semanas, apesar da falta de airplay, devido à natureza controversa das letras (e / ou possivelmente por causa da controvérsia associada). A natureza explícita das letras desta canção e o álbum levou à acusação (inicialmente bem-sucedida) do grupo por obscenidade e À proibição da venda do álbum na Flórida. Esta proibição foi anulada em recurso.
A música contém trechos de músicas do hit de 1979  "Firecracker", canção de produção em massa e do diálogo do filme de Richard Pryor, Which Way Is Up? e o do filme Full Metal Jacket.

## Amostras de sons de filmes
Linhas de dois filmes diferentes são usadas na canção.
Which Way Is Up?  (1977) - O "Gonna do that thing. What we gonna do? Oh sock it to me. [gemidos]" Amostra ouvida no início da música (e, ocasionalmente, amostrados em todo) é da cena em que Leroy (Richard Pryor ) escuta dentro em seu pai Rufus (também interpretado por Pryor) fazendo sexo em um outro quarto. [3]
Full Metal Jacket (1987) - Os sons foram amostrados a partir da cena em que Private Joker (Matthew Modine) e Private Rafterman (Kevyn Major Howard) são abordados pela Da Nang Hooker (Papillon Soo Soo). A troca entre Joker e a prostituta é usada no início, enquanto tem o "Me so horny. Me love you long time. Me sucky sucky". A amostra é usada no refrão e durante toda a canção. Nancy Sinatra em "These Boots Are Made for Walkin'" pode ser ouvida por baixo das amostras no início e fim; essa canção apareceu na cena original no filme.
Da Nang Hooker: Well, baby, me so horny. Me so horny. Me love you long time. Me sucky sucky.
[mais tarde na mesma troca de diálogo]
Private Joker: What'll we get for ten dollars?
Da Nang Hooker: Every t'ing you want.
Private Joker: Everyting?
Da Nang Hooker: Every t'ing
A amostra de "Me So Horny" também foi destaque três anos depois, quando Sir Mix-a-Lot a incluiu em "Baby Got Back".

## Amostras
Tá Pra Nascer Homem que Vai Mandar em Mim - Valesca Popozuda - instrumental da música

Baby Got Back - Sir Mix-a-Lot - amostras dos filmes